# John M. Keynesplein
Het John M. Keynesplein is een plein in Amsterdam Nieuw-West.

## Ligging en geschiedenis
Het plein is relatief jong; het kreeg op 9 juni 2000 haar naam en werd vernoemd naar econoom John Maynard Keynes. Straten die het plein aandoen zijn eveneens naar economen vernoemd; er zijn de David Ricardostraat, het Karl Marxpad en Thomas R. Malthusstraat. Het plein is aangelegd in de Riekerpolder; het gebied was tot die tijd onbebouwd, een ruig en groen gebied, dat dienst deed als stadsparkje.

## Gebouwen
Aan het plein staan grotendeels gebouwen die uit dezelfde periode komen. Echter de blikvanger staat er al sinds 1990. Het is het voormalige hoofdkantoor van Nissan Motor, dat haar ingang heeft aan de Johan Huizingalaan 400. Het stond lange tijd als enige hoogbouw hier, maar werd vanaf 2000 volledig ingebouwd. Een andere blikvanger is het Dutch Design Hotel Artemis (2005) aan de noordrand van het plein. Dit hotel werd ontworpen door Wouter Zaaijer van Zaaijer & Partners Het is weliswaar een doorsnee ontwerp, maar het afwijkende zit in de detaillering van de raampartijen. De ramenrijen verspringen per etage waardoor een dam- of schaakbordbeeld ontstaan. In de plint is bovendien een transparant geveldeel geplaatst waardoor men schuin vanaf het zakelijke Keynesplein de romantischer Sloterweg kan zien; men moet dan wel door het restaurant kijken. De gevels van het hotel zijn bekleed met travertin. Het hotel heeft de voorvoeging Dutch Design en heeft zalen vernoemd naar Gerrit Rietveld en Willem Dudok.

## Bruggen 2494-2499
Het hart van het plein wordt gevormd door een grasveld, dat enigszins op een plateau ligt, dat wordt omringd door een 3/4 ringsloot. Over die ringsloot liggen zes vlonderbruggetjes, die de Gemeente Amsterdam genummerd heeft 2494 tot en met 2499. De bruggetjes zijn alleen toegankelijk voor voetgangers die naar het hart van het plantsoen willen.

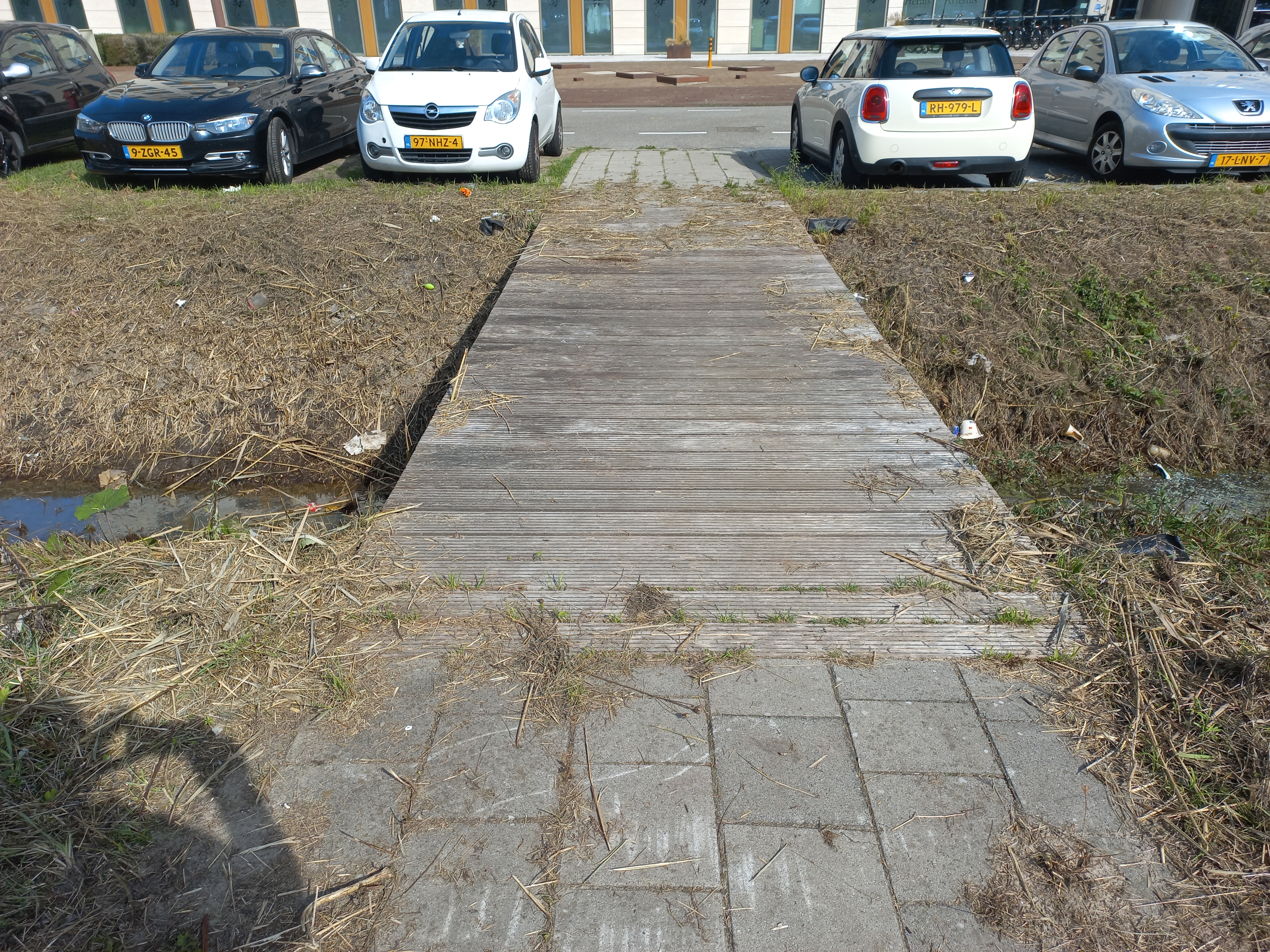
Brug 2497 op het plein (september 2022)

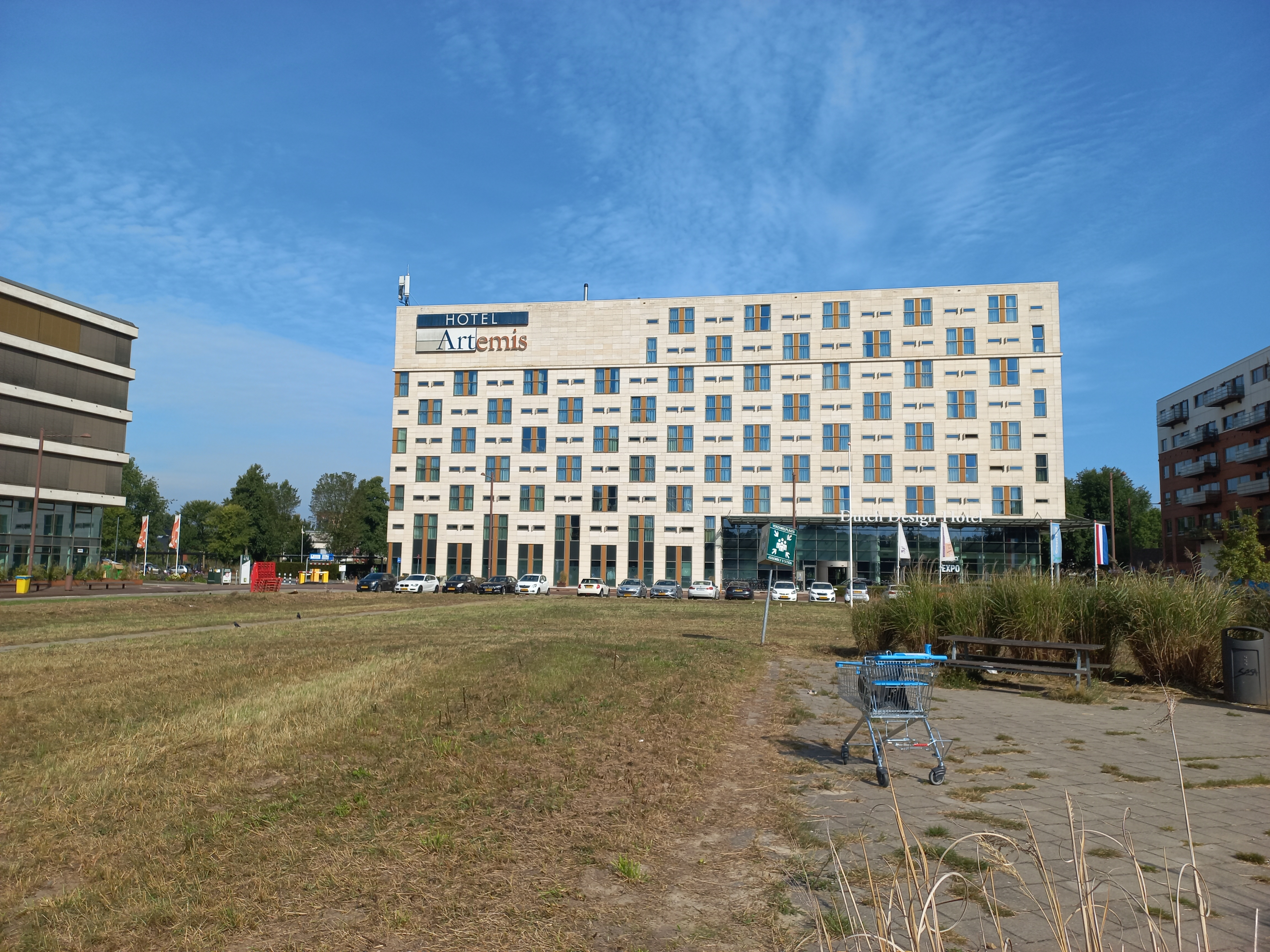
Hotel Artemis (september 2022)

2400 · 2401 · 2402 · 2403 · 2404 · 2405 · 2406 · 2407 · 2408 · 2409 ·  2410 · 2411 · 2412 · 2413 · 2414 · 2415 · 2421 · 2422 · 2423 · 2424 · 2425 · 2426 · 2427 · 2428 · 2429 · 2430 · 2431 · 2432 · 2433 · 2434 · 2435 · 2436 · 2437 · 2438 · 2439 · 2441 · 2451-2453 · 2454 · 2455 · 2456 · 2457 · 2459 · 2461 · 2462 · 2468 · 2469 · 2470 · 2471 · 2472 · 2473 · 2474 · 2475 · 2476 · 2477 · 2478 · 2480 · 2481 · 2482 · 2483 · 2484 · 2485 · 2486 · 2487 · 2488 · 2489 · 2490 · 2491 · 2492 · 2493 · 2494-2499
Brugnummers 2416, 2417, 2418, 2419, 2420, 2441, 2442, 2443, 2444,  2445, 2446, 2447, 2448, 2449, 2450, 2458, 2460, 2463, 2464, 2465, 2466, 2467, 2479 zijn niet vergeven.